# Helvella jocatoi
Helvella jocatoi — вид аскомікотових грибів родини гельвелових (Helvellaceae). Описаний у 2021 році.

## Назва
Видова назва jocato — це абревіатура (акронім) з перших двох букв імені та двох прізвищ Хосе Кастільо Товара (ісп. José Castillo Tovar), померлого у 2012 році, який був видатним мексиканським мікологом і вчителем першого автора таксона.

## Поширення
Вид поширений в Мексиці. Росте у хвойних лісах в асоціації з Abies religiosa на Транмексиканському вулканічному поясі.

## Опис
Аскома заввишки 40–160 мм, пілеус 20–60 мм заввишки і 20–60 мм завширшки, з трьома частками або неправильними долями, від темно-сірого до чорного кольору. Стерильна поверхня пілеуса гладка до злегка венозна, біла або злегка сірувата. Ніжка висотою до 120 мм і шириною до 25 мм, циліндрична, лакунозна, спочатку білувата, потім сірувата і навіть чорнувата. Аскоспори 16,8–20,8 (–22) × 10,8–13 (–14) мкм,

## Використання
У центральній Мексиці цей таксон є їстівним грибом, відомим як «гачупін», має велике культурне значення і продається у великій кількості.